# Macrocera levantina
Macrocera levantina är en tvåvingeart som beskrevs av Chandler 1994. Macrocera levantina ingår i släktet Macrocera och familjen platthornsmyggor.
Artens utbredningsområde är Israel. Inga underarter finns listade i Catalogue of Life.